# Francine Vendel
Pour les articles homonymes, voir Vendel (homonymie).
Francine Vendel, pseudonyme de Jenny Koustoff-Abraham, est une actrice belge née à Ixelles le 9 septembre 1931 et morte tragiquement à Kinshasa le 20 avril 1998 au cours d'un cambriolage, alors qu'elle était allée voir ses deux fils qui travaillaient comme diamantaires au Congo.

## Biographie
Actrice de théâtre à la compagnie des Galeries, elle interpréta également quelques rôles au cinéma, notamment dans Le Mariage de Mademoiselle Beulemans et Un soir de joie.
Elle fut aussi speakerine à la télévision belge, la RTBF.
Elle meurt le 20 avril 1998 et est enterrée dans le cimetière d'Ixelles.

## Filmographie
- 1948 : Passeurs d'or
- 1949 : La Maudite
- 1951 : Le Mariage de mademoiselle Beulemans
- 1955 : Un soir de joie
- 1969 : Les Galapiats (feuilleton télévisé)